# Wahlen zum Senat der Vereinigten Staaten 1912 und 1913
Die Wahlen zum Senat der Vereinigten Staaten 1912 und 1913 zum 63. Kongress der Vereinigten Staaten fanden zu verschiedenen Zeitpunkten statt. Die Wahlen fanden parallel zur Präsidentschaftswahl 1912 statt, in der Woodrow Wilson zum ersten Mal gewählt wurde. Es war die letzte Wahl vor der Verabschiedung des 17. Zusatzartikels, die Senatoren wurden nicht direkt gewählt, sondern von den Parlamenten der Bundesstaaten bestimmt. In mehreren Bundesstaaten wurden dabei aber nur die vom Volk gewählten Senatoren bestätigt, um der Verfassung genüge zu tun.
Vor dem Zusammentritt des 63. Kongresses fanden 13 zusätzliche Wahlen statt: Arizona und New Mexico waren 1911 in die Union aufgenommen worden und bestimmten jeweils ihre beiden ersten Senatoren, in Arkansas, Colorado, Idaho, Maine, Nevada, Tennessee, Texas und Virginia fanden Nachwahlen statt, weil die Amtsinhaber zurückgetreten oder verstorben waren. In Louisiana wurde der Klasse-III-Senator vorzeitig wiedergewählt. Sieben dieser Senatoren waren Demokraten gewesen, zwei Republikaner. Ein Sitz der Demokraten ging an die Republiker, die beiden Sitze der Republikaner sowie alle anderen Sitze der Demokraten wurden von den Demokraten gewonnen. Die beiden neuen Senatoren aus Arizona waren ebenfalls Demokraten, die aus New Mexico Republikaner. Damit fiel die Mehrheit der Republikaner, die Anfang 1912 bei 50 zu 41 gelegen hatte (ein Sitz war zum Jahreswechsel vakant), bis zum Ende des 62. Kongresses auf 50 zu 45.
Zur Wahl zum 63. Kongress standen 31 der 32 Sitze der Senatoren der Klasse II, die 1906 und 1907 für eine Amtszeit von sechs Jahren gewählt worden waren, die Wahl in Alabama hatte bereits 1911 stattgefunden. Von diesen gehörten 13 der Demokratischen Partei an, 19 der Republikanischen Partei. Jeweils sechs Demokraten und Republikaner wurden wiedergewählt, jeweils vier weitere Sitze wurden von beiden Parteien verteidigt. Sieben Sitze konnten die Demokraten von den Republikanern gewinnen, zwei die Republikaner von den Demokraten. Zwei Sitze gingen den Republikanern und einer den Demokraten verloren, weil die Parlamente der jeweiligen Staaten sich auf keinen Kandidaten einigen konnten. Damit wechselte die Mehrheit auf 49 zu 43 zugunsten der Demokraten, vier Sitze waren vakant. 1913 gab es fünf weitere Nachwahlen, hierbei konnten die Demokraten vier Sitze gewinnen bzw. halten, einer ging an die Republikaner. Diese verloren zeitweilig einen Sitz, weil ein Senator die Partei wechselte und sich der Progressive Party des ehemaligen Präsidenten Theodore Roosevelt anschloss. Damit lag die demokratische Mehrheit Ende 1913 bei 53 Sitzen gegen 42 Republikaner und einen Progressiven.
Zu Veränderungen nach der Wahl siehe auch Liste der Mitglieder des Senats im 63. Kongress der Vereinigten Staaten.

## Ergebnisse

### Wahlen während des 62. Kongresses
Die meisten Gewinner dieser Wahlen wurden vor dem 4. März 1913 in den Senat aufgenommen, also während des 62. Kongresses. In Louisiana wurde vorzeitig ein Senator für die 1915 beginnende Amtszeit gewählt.
| Staat      | Amtierender Senator         | Partei       | Nachwahl   | Datum         | Ergebnis                | Neuer Senator        |
| ---------- | --------------------------- | ------------ | ---------- | ------------- | ----------------------- | -------------------- |
| Arizona    | neuer Staat                 | neuer Staat  | Klasse I   | 26. März 1912 | Zugewinn Demokraten     | Henry F. Ashurst     |
| Arizona    | neuer Staat                 | neuer Staat  | Klasse III | 26. März 1912 | Zugewinn Demokraten     | Marcus A. Smith      |
| Arkansas   | John N. Heiskell, ernannt   | Demokrat     | Klasse II  | 27. Jan. 1913 | von Demokraten gehalten | William M. Kavanaugh |
| Colorado   | vakant                      | vakant       | Klasse III | 14. Jan. 1913 | Zugewinn Demokraten     | Charles S. Thomas    |
| Idaho      | Kirtland I. Perky, ernannt  | Demokrat     | Klasse III | 24. Jan. 1913 | Zugewinn Republikaner   | James H. Brady       |
| Louisiana  | John R. Thornton            | Demokrat     | Klasse III | 21. Mai 1912  | von Demokraten gehalten | Robert F. Broussard  |
| Maine      | Obadiah Gardner, ernannt    | Demokrat     | Klasse II  | 2. Apr. 1912  | bestätigt               | Obadiah Gardner      |
| Nevada     | William A. Massey, ernannt  | Republikaner | Klasse I   | 28. Jan. 1913 | Zugewinn Demokraten     | Key Pittman          |
| New Mexico | neuer Staat                 | neuer Staat  | Klasse I   | 27. März 1912 | Zugewinn Republikaner   | Thomas B. Catron     |
| New Mexico | neuer Staat                 | neuer Staat  | Klasse II  | 27. März 1912 | Zugewinn Republikaner   | Albert B. Fall       |
| Tennessee  | Newell Sanders, ernannt     | Republikaner | Klasse II  | 23. Jan. 1913 | Zugewinn Demokraten     | William R. Webb      |
| Texas      | Rienzi M. Johnston, ernannt | Demokrat     | Klasse II  | 23. Jan. 1913 | von Demokraten gehalten | Morris Sheppard      |
| Virginia   | Claude A. Swanson, ernannt  | Demokrat     | Klasse I   | 23. Jan. 1912 | bestätigt               | Claude A. Swanson    |

- ernannt: Senator wurde vom Gouverneur als Ersatz für einen ausgeschiedenen Senator ernannt, Nachwahl nötig.
- bestätigt: ein als Ersatz für einen ausgeschiedenen Senator ernannter Amtsinhaber wurde bestätigt.

### Wahlen zum 63. Kongress
Die Gewinner dieser Wahlen wurden am 4. März 1913 in den Senat aufgenommen, also bei Zusammentritt des 63. Kongresses. Alle Sitze dieser Senatoren gehören zur Klasse II. Die Wahl in Alabama hatte schon 1911 stattgefunden und wird hier der Vollständigkeit halber aufgeführt.
| Staat          | Amtierender Senator     | Partei       | Datum          | Ergebnis                   | Neuer Senator        |
| -------------- | ----------------------- | ------------ | -------------- | -------------------------- | -------------------- |
| Alabama        | John H. Bankhead        | Demokrat     | 17. Jan. 1911  | vorzeitig wiedergewählt    | John H. Bankhead     |
| Arkansas       | William M. Kavanaugh    | Demokrat     | 29. Jan. 1913  | von Demokraten gehalten    | Joseph T. Robinson   |
| Colorado       | Simon Guggenheim        | Republikaner | 14. Jan. 1913  | Zugewinn Demokraten        | John F. Shafroth     |
| Delaware       | Harry A. Richardson     | Republikaner | 29. Jan. 1913  | Zugewinn Demokraten        | Willard Saulsbury    |
| Georgia        | Augustus O. Bacon       | Demokrat     | keine Wahl     | Verlust Demokraten         | vakant               |
| Idaho          | William Borah           | Republikaner | 14. Jan. 1913  | wiedergewählt              | William Borah        |
| Illinois       | Shelby M. Cullom        | Republikaner | keine Wahl     | Verlust Republikaner       | vakant               |
| Iowa           | William S. Kenyon       | Republikaner | 21. Jan. 1913  | wiedergewählt              | William S. Kenyon    |
| Kansas         | Charles Curtis          | Republikaner | 28. Jan. 1913  | Zugewinn Demokraten        | William H. Thompson  |
| Kentucky       | Thomas H. Paynter       | Demokrat     | 16. Jan. 1912  | von Demokraten gehalten    | Ollie M. James       |
| Louisiana      | Murphy J. Foster        | Demokrat     | 21. Mai 1912   | von Demokraten gehalten    | Joseph E. Ransdell   |
| Maine          | Obadiah Gardner         | Demokrat     | 15. Jan. 1913  | Zugewinn Republikaner      | Edwin C. Burleigh    |
| Massachusetts  | Winthrop M. Crane       | Republikaner | 14. Jan. 1913  | von Republikanern gehalten | John W. Weeks        |
| Michigan       | William A. Smith        | Republikaner | 14. Jan. 1913  | wiedergewählt              | William A. Smith     |
| Minnesota      | Knute Nelson            | Republikaner | 21. Jan. 1913  | wiedergewählt              | Knute Nelson         |
| Mississippi    | LeRoy Percy             | Demokrat     | 16. Jan. 1912  | von Demokraten gehalten    | James K. Vardaman    |
| Montana        | Joseph M. Dixon         | Republikaner | 14. Jan. 1913  | Zugewinn Demokraten        | Thomas J. Walsh      |
| Nebraska       | Norris Brown            | Republikaner | 21. Jan. 1913  | von Republikanern gehalten | George W. Norris     |
| New Hampshire  | Henry E. Burnham        | Republikaner | keine Wahl     | Verlust Republikaner       | vakant               |
| New Jersey     | Frank O. Briggs         | Republikaner | 28. Jan. 1913  | Zugewinn Demokraten        | William Hughes       |
| New Mexico     | Albert B. Fall          | Republikaner | 28. Jan. 1913  | wiedergewählt              | Albert B. Fall       |
| North Carolina | Furnifold M. Simmons    | Demokrat     | 21. Jan. 1913  | wiedergewählt              | Furnifold M. Simmons |
| Oklahoma       | Robert L. Owen          | Demokrat     | 21. Jan. 1913  | wiedergewählt              | Robert L. Owen       |
| Oregon         | Jonathan Bourne         | Republikaner | 1912 oder 1913 | Zugewinn Demokraten        | Harry Lane           |
| Rhode Island   | George P. Wetmore       | Republikaner | 21. Jan. 1913  | von Republikanern gehalten | LeBaron B. Colt      |
| South Carolina | Benjamin Tillman        | Demokrat     | 28. Jan. 1913  | wiedergewählt              | Benjamin Tillman     |
| South Dakota   | Robert J. Gamble        | Republikaner | 22. Jan. 1913  | von Republikanern gehalten | Thomas Sterling      |
| Tennessee      | Newell Sanders, ernannt | Republikaner | 23. Jan. 1913  | Zugewinn Demokraten        | John K. Shields      |
| Texas          | Morris Sheppard         | Demokrat     | 28. Jan. 1913  | wiedergewählt              | Morris Sheppard      |
| Virginia       | Thomas S. Martin        | Demokrat     | 24. Jan. 1912  | wiedergewählt              | Thomas S. Martin     |
| West Virginia  | Clarence W. Watson      | Demokrat     | 28. Jan. 1913  | Zugewinn Republikaner      | Nathan Goff          |
| Wyoming        | Francis E. Warren       | Republikaner | 28. Jan. 1913  | wiedergewählt              | Francis E. Warren    |

- wiedergewählt: ein gewählter Amtsinhaber wurde wiedergewählt.

### Wahlen während des 63. Kongresses
Die Gewinner dieser Wahlen wurden nach dem 4. März 1913 in den Senat aufgenommen, also während des 63. Kongresses. Die Wahlen in Georgia und Maryland fanden nach der Verabschiedung des 17. Zusatzartikels statt, die Senatoren wurden daher als erste direkt gewählt, und nicht mehr von den Parlamenten der Bundesstaaten bestimmt.
| Staat         | Amtierender Senator         | Partei       | Nachwahl   | Datum         | Ergebnis              | Neuer Senator       |
| ------------- | --------------------------- | ------------ | ---------- | ------------- | --------------------- | ------------------- |
| Georgia       | Augustus O. Bacon, ernannt  | Demokrat     | Klasse II  | 15. Juni 1913 | bestätigt             | Augustus O. Bacon   |
| Illinois      | vakant                      | vakant       | Klasse II  | 26. März 1913 | Zugewinn Demokraten   | J. Hamilton Lewis   |
| Illinois      | vakant                      | vakant       | Klasse III | 26. März 1913 | Zugewinn Republikaner | Lawrence Y. Sherman |
| Maryland      | William P. Jackson, ernannt | Republikaner | Klasse I   | 4. Nov. 1913  | Zugewinn Demokraten   | Francis Lee         |
| New Hampshire | vakant                      | vakant       | Klasse II  | 13. März 1913 | Zugewinn Demokraten   | Henry F. Hollis     |

- ernannt: Senator wurde vom Gouverneur als Ersatz für einen ausgeschiedenen Senator ernannt, Nachwahl nötig.
- bestätigt: ein als Ersatz für einen ausgeschiedenen Senator ernannter Amtsinhaber wurde bestätigt.

## Einzelstaaten
In allen Staaten wurden die Senatoren durch die Parlamente gewählt, wie durch die Verfassung der Vereinigten Staaten vor der Verabschiedung des 17. Zusatzartikels vorgesehen. Das Wahlverfahren bestimmten die Staaten selbst, war daher von Staat zu Staat unterschiedlich. In manchen Staaten fand eine Volkswahl statt, deren Ergebnis vom Parlament nur bestätigt wurde. Teilweise ergibt sich aus den Quellen nur, wer gewählt wurde, aber nicht wie.
Das Fourth Party System der Parteien in den Vereinigten Staaten bestand aus der Demokratischen Partei, die hauptsächlich in den Südstaaten stark waren, sowie der gemäßigt abolitionistischen, im Norden verankerten Republikanischen Partei.